# Taxila (ville)
 (juin 2017).
Si vous disposez d'ouvrages ou d'articles de référence ou si vous connaissez des sites web de qualité traitant du thème abordé ici, merci de compléter l'article en donnant les références utiles à sa vérifiabilité et en les liant à la section « Notes et références ».
Pour les articles homonymes, voir Taxila (ville).
Taxila (ourdou : ٹيکسلا), est une ville au Pendjab, Pakistan, située à environ 32 km au nord-ouest d'Islamabad et Rawalpindi, le long de l'historique chemin Grand Trunk Road, à proximité de l'important centre de pèlerinage sikh de Hasan Abdal et les Jardins de Wah de Moghal-Era.